# Washoda
Washoda, a veces indicado como Wasjabo o Washabo, es una localidad en la zona oeste del distrito de Nickerie, Surinam. La población se asienta sobre una curva del río Corentín en proximidades de la isla Waranosso, en la frontera con Guyana, la localidad tiene una pista de aterrizaje y el poblado más cercano en Surinam a Washoda es Apoera.